# K-25
Pour les articles homonymes, voir K25.
 (juin 2018).
Si vous disposez d'ouvrages ou d'articles de référence ou si vous connaissez des sites web de qualité traitant du thème abordé ici, merci de compléter l'article en donnant les références utiles à sa vérifiabilité et en les liant à la section « Notes et références ».

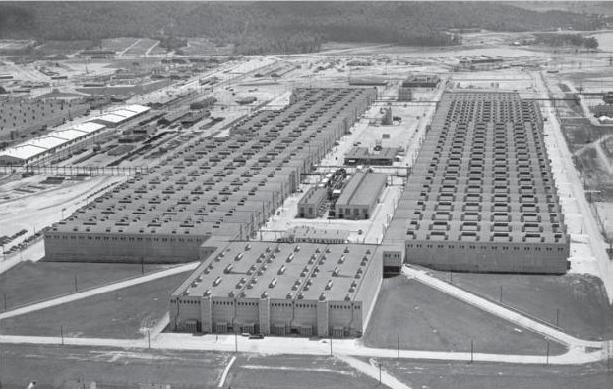
Vue aérienne de l'usine K-25 d'Oak Ridge vers 1950.

K-25 est le nom de code donné par le projet Manhattan au programme de production d'uranium enrichi pour les bombes atomiques utilisant la méthode de diffusion gazeuse. À l'origine le nom de code du produit, au fil du temps il est venu se référer au projet, l'usine de production située aux Clinton Engineer Works d'Oak Ridge dans le Tennessee, le principal bâtiment construit pour la diffusion gazeuse, et finalement le site.
Lorsqu'elle est construite en 1944, l'usine de diffusion gazeuse K-25, haute de quatre étages, est le plus grand bâtiment du monde avec plus de 152 000 m2 de superficie et un volume de 2 760 000 m3, surpassant le Pentagone.